# Heinrich Hoffmann (peintre)
Pour les articles homonymes, voir Heinrich Hoffmann et Hoffmann.
Heinrich Hoffmann (né le 30 août 1859 à Cassel, mort le 23 janvier 1933 à Heidelberg) est un peintre allemand.

## Biographie
Hoffmann commence sa formation artistique en tant qu'étudiant à l'école des beaux-arts de Cassel. Il étudie la sculpture et la peinture. À partir d'octobre 1880, il étudie à l'académie des arts de Berlin avec les professeurs Otto Knille et Fritz Schaper. En outre, il est membre de l'école de Willingshausen (de). En 1888, sa formation est terminée. Il s'installe à Heidelberg, où il réalise des aquarelles, des peintures à l'huile et des dessins de paysages et de bâtiments d'Heidelberg.
Sous le nom de Ritter Hies'l, il appartient à la Schlaraffia (de) Haidelberga de 1897 jusqu'à sa mort.

## Galerie

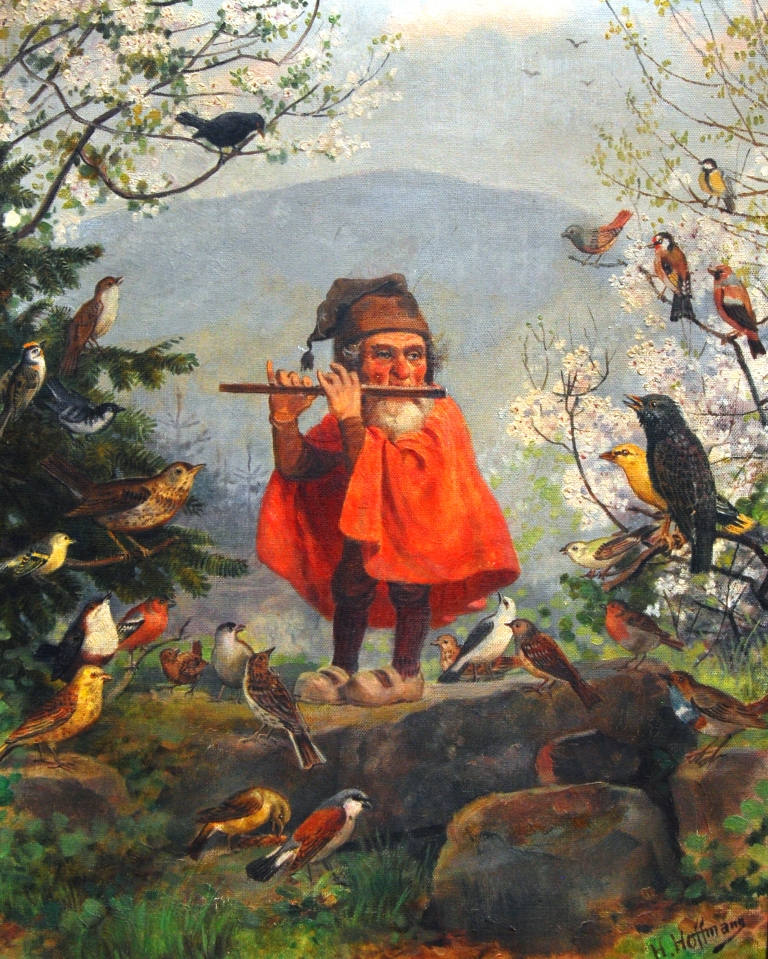
Alle Vögel sind schon da
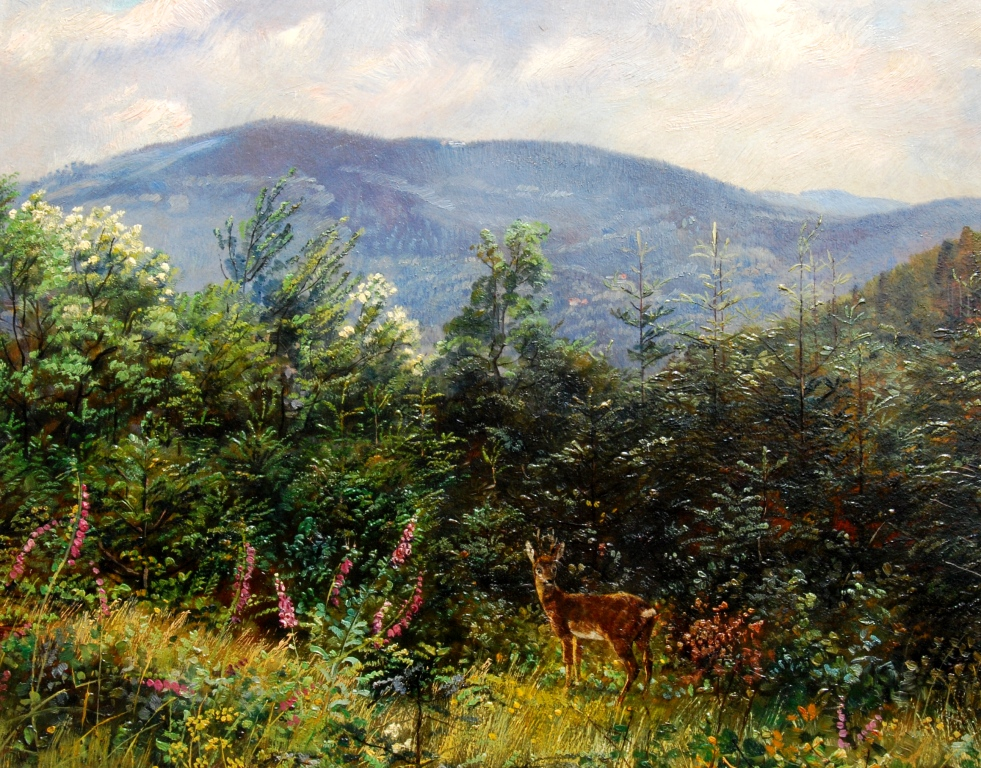
Vue du Königstuhl depuis Gaiberg
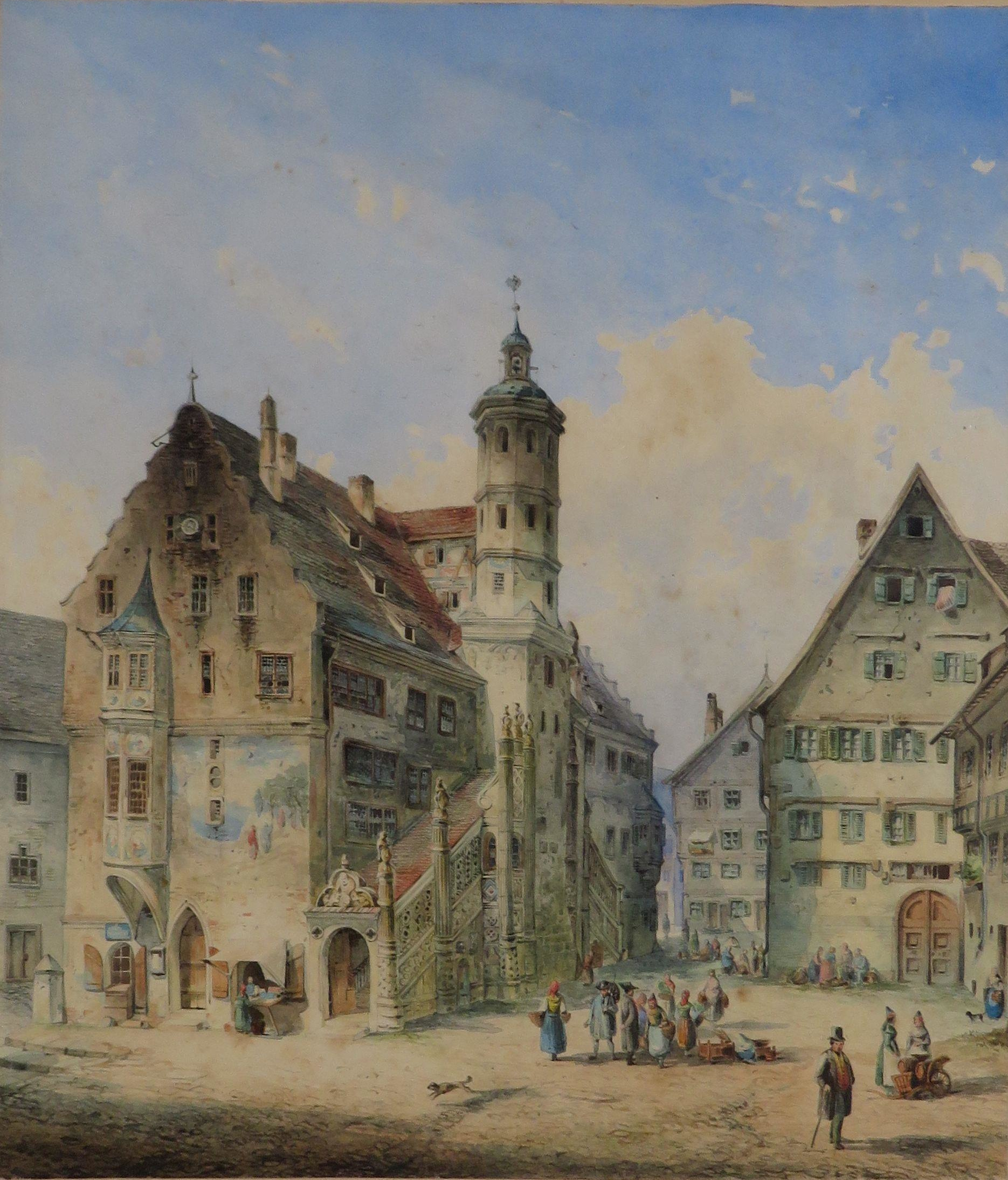
Hôtel de ville de Nördlingen